# ولسوالی پل علم
پُلِ عَلَم یکی از ولسوالی‌های ولایت لوگر در خاور افغانستان است. جمعیت آن در سال ۲۰۰۶ میلادی، ۸۸٬۸۸۶ نفر اعلام شده است. مرکز این ولسوالی پل علم می‌باشد.

## منبع‌ها
1. ↑   «جمعیت‌شناسی و جمعیت ولایت لوگر» (PDF). هیئت معاونیت ملل متحد در افغانستان. وزارت احیا و انکشاف دهات افغانستان. دریافت‌شده در ۱۶-۱۲-۱۳۹۰. تاریخ وارد شده در |تاریخ بازدید= را بررسی کنید (کمک)